# Lamberville (Seine-Maritime)
Lamberville ist eine französische Gemeinde mit 188 Einwohnern (Stand 1. Januar 2022) im Département Seine-Maritime in der Region Normandie. Sie gehört zum Arrondissement  Dieppe und zum Kanton Luneray.

## Bevölkerungsentwicklung
| Jahr      | 1962 | 1968 | 1975 | 1982 | 1990 | 1999 | 2007 | 2013 |
| Einwohner | 179  | 193  | 184  | 164  | 154  | 172  | 163  | 181  |